# Battaglia di Genola
La battaglia di Genola fu uno scontro avvenuto il 4 novembre 1799 tra l'esercito imperiale asburgico, guidato dal generale von Melas, e l'esercito francese, guidato dal generale Championnet, nel contesto della guerra della seconda coalizione.
I due eserciti si incrociarono casualmente a Genola, sulla strada tra Cuneo e Torino. Non essendo preparati per lo scontro, i francesi non erano in formazione e non riuscirono a richiamare per intero il loro esercito. Costretti a combattere in inferiorità numerica, vennero sconfitti e subirono pesanti perdite.

## Contesto storico
Le sconfitte patite da Moreau e MacDonald in Italia per mano del generale russo Suvorov avevano compromesso la stabilità del controllo francese sull'Italia settentrionale, adesso ridotto alla sola Liguria e ad una manciata di fortezze in Piemonte.
Il Direttorio, nel tentativo di risollevare le sorti del conflitto, decise di inviare uno dei migliori generali della repubblica in Italia, sperando di ottenere presto dei buoni risultati. Fu scelto Joubert, giovane ed ambizioso repubblicano, veterano della campagna d'Italia di Napoleone, sotto il quale si era distinto per le proprie capacità militari. Al generale fu affidato un esercito di circa 40 000 uomini, con l'ordine di attaccare. Inoltre, fu a lui affiancato l'Armata delle Alpi di Championnet, in arrivo dalla Francia. Nonostante il parere contrario degli ufficiali del suo staff, Joubert decise di passare immediatamente all'attacco: le forze francesi vennero sconfitte dall'esercito della coalizione a Novi e lo stesso Joubert morì nelle fasi iniziali dello scontro.
Dopo la battaglia, l'esercito francese fu momenteneamente affidato a Moreau in attesa dell'arrivo di Championnet. Suvorov e i russi si mossero verso la Svizzera, mentre l'Italia era saldamente sotto il controllo austriaco.

## Antefatti

### Championnet arriva in Italia
Nei primi giorni di agosto, Championnet si trovava a Grenoble, in Francia. Organizzò il passaggio delle sue truppe in Italia dividendole in 4 gruppi, ognuno dei quali avrebbe attraversato un passo montano diverso e ad avrebbe avuto obiettivi diversi. I suoi 25 000 uomini iniziarono la marcia verso l'8 agosto e valicarono le Alpi nei seguenti punti: il passo del Piccolo San Bernardo, per minacciare Aosta e Ivrea; il passo del Moncenisio fino a Susa per minacciare Torino; il Colle del Monginevrino, dove Championnet accompagnò una colonna di 8 000-9 000 uomini e poi si spostò a sud-est verso Fossano via Pinerolo, ed infine il passo della Maddalena nella Valle Stura di Demonte, per spostarsi in seguito verso Cuneo.
Il 16 settembre Grenier con 8 000 sconfisse 5 000 austriaci al comando di Gottesheim a Fossano, con un bilancio di 1 000 caduti austriaci e 200 francesi. Due giorni dopo, a Savigliano, 20 000 austriaci guidati da von Melas attaccarono la colonna di Grenier e lo sconfissero, provocando 2000 vittime ai francesi e perdendone solo 400. Grenier, persa sia Fossano che Savigliano, fu costretto alla ritirata, seguito anche dalle altre colonne. La colonna settentrionale guidata da Guillaume Philibert Duhesme si ritirò dopo essere stata bloccata al Forte di Bard.
Championnet assunse il comando dell'Armata d'Italia da Moreau a Genova il 22 settembre e l'Armata delle Alpi fu inglobata nell'altro esercito francese. Championnet aveva intenzione di abbandonare il capoluogo ligure per ridurre la lunghezza del fronte da difendere ma il Direttorio rifiutò di acconsentire a tale piano.

### Operazioni in Piemonte

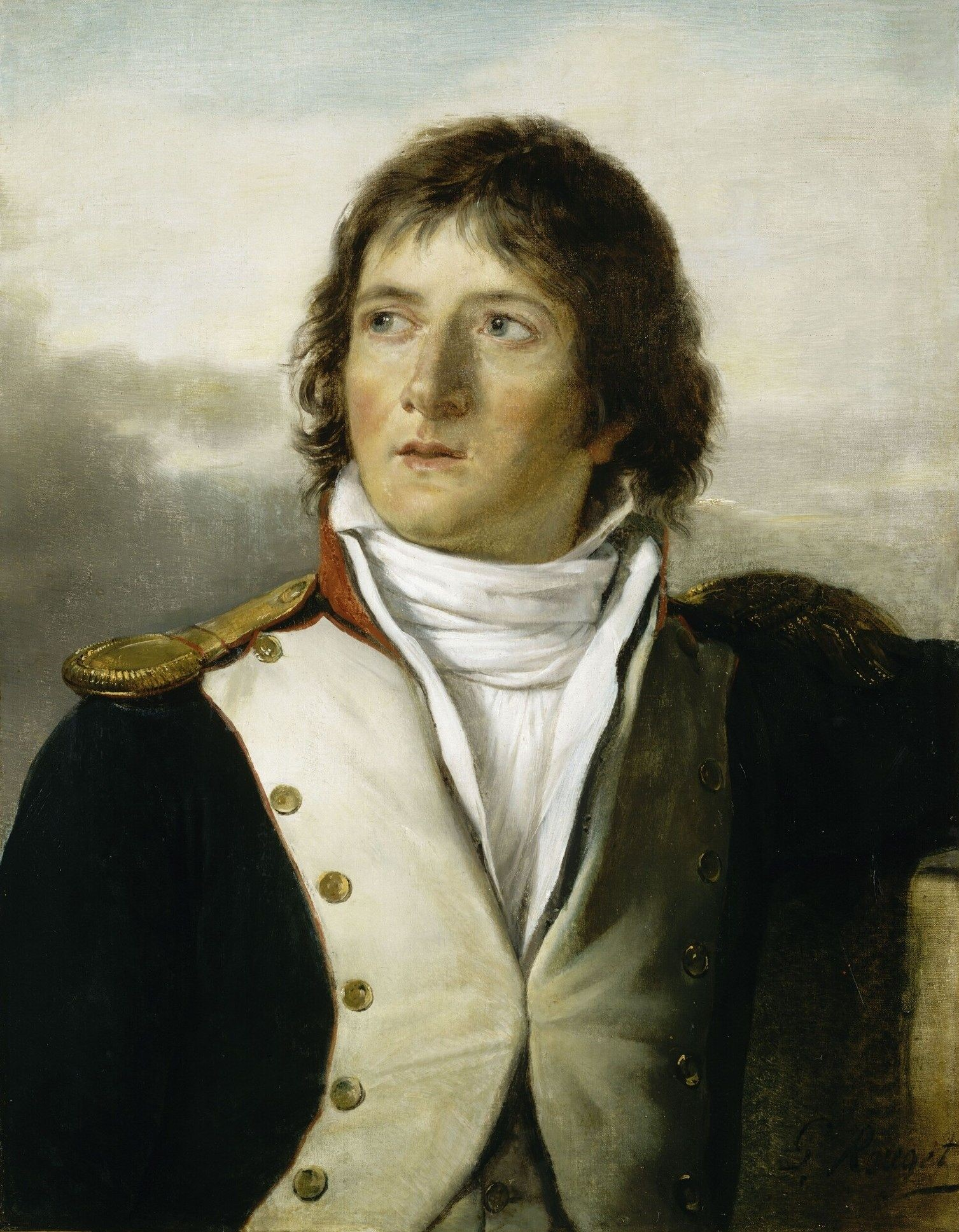
Laurent de Gouvion-Saint-Cyr

Le truppe francesi disponibili erano 63 657, ma solo 53 581 se le guarnigioni venivano escluse dal conteggio. L'ala destra sotto Saint-Cyr aveva 16 657 soldati nelle divisioni di Dombrowski, Laboissière, Miollis e Watrin. Championnet aveva guidato personalmente il centro di 15 215 soldati, composto dalle divisioni di Lemoine e Victor a Mondovì. Grenier comandava l'ala sinistra di 19 615 uomini vicino a Cuneo, composta dalle sue divisioni e da quelle di Duhesme più una riserva di 2 056 uomini sotto André Calvin. Duhesme fu anche incaricato di sorvegliare i passi del Piccolo San Bernardo e del Moncenisio. Contro i francesi furono inviati Klenau a Genova e Kray in valle d'Aosta, mentre von Melas minacciava Cuneo.
L'ala di Saint-Cyr resistette con successo agli austriaci vicino a Genova. Watrin con 7 000 soldati sconfisse i 5 000 uomini di Klenau il 13 ottobre sul passo del Bracco, un valico ad est di Genova. 1 200 soldati austriaci furono fatti prigionieri, mentre i francesi subirono solo 100 perdite. Ciò faceva parte di un'operazione iniziata il 12 in cui le truppe francesi di Torriglia respinsero gli avamposti di Klenau sulle montagne a est di Genova. Dopo otto giorni si ritirarono nelle linee precedenti. Con la ritirata di Klenau, la Riviera di Levante era stata sollevata dalla presenza austriaca. Questo permetteva a Saint-Cyr di spingersi in Piemonte, dato che Genova non correva più alcun pericolo.

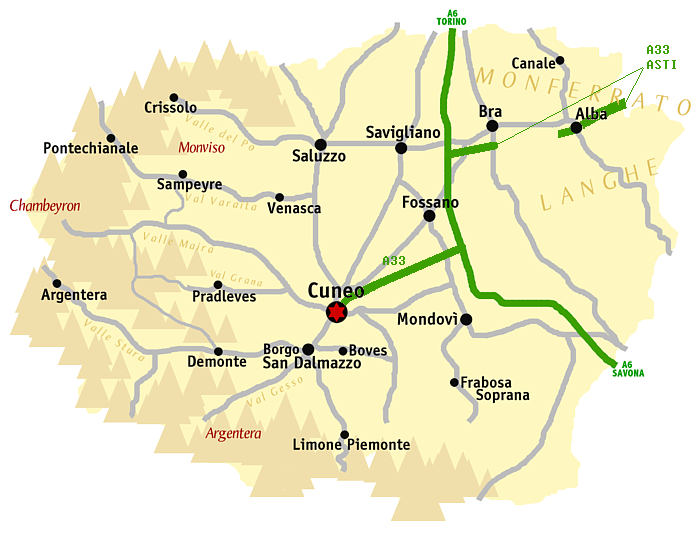
Provincia di Cuneo. Genola si trova all'incrocio a tre vie a sud di Savigliano.

Infatti, seguendo le direttive di Championnet, nei giorni seguenti, Saint-Cyr attraversò il passo della Bocchetta e si diresse verso Novi. Il generale francese, a capo dell'ala destra dell'esercito, doveva cacciare gli imperiali e occupare la città, in modo da assicurare la protezione sul fianco destro e garantire un'avanzata più sicura per il centro di Championnet verso le pianure a nord di Cuneo. Il 24 ottobre 1799 Saint-Cyr sconfisse Karaczay ed occupò Novi. Karaczay perse 300 uomini con altrettanti feriti; 1 000 austriaci e 4 cannoni furono catturati dai francesi, che a loro volta persero 400 morti e feriti, con più di 800 catturati su 12 000. In seguito, Saint-Cyr si spinse minacciosamente verso nord, quindi Kray fu inviato con una forte forza comprendente 2 800 cavalieri e 25 pezzi di artiglieria per respingerlo. Il comandante dell'ala destra francese si ritirò sulle alture dietro Novi e mantenne la posizione, nonostante i tentativi di Kray di scacciarlo. Il 6 novembre, nella terza battaglia di Novi, Kray attaccò le colline su quattro colonne e cadde in un'imboscata. Le truppe francesi si ritirarono combattendo, trascinandosi dietro gli austriaci. All'improvviso, l'artiglieria mascherata di Saint-Cyr aprì il fuoco mentre la divisione di Dombrowski attaccò sul fianco. I francesi cacciarono gli austriaci dalle alture ma Saint-Cyr fu prudente, decidendo di non inseguirli nella pianura dove un nemico superiore in cavalleria ed artiglieria li attendeva. I francesi subirono 400 vittime su 11 000 uomini mentre inflissero una perdita di 1000 uomini e cinque cannoni ai loro 12 000 avversari.
Più a ovest ci furono scontri a Saluzzo e Pinerolo. Il 16 ottobre le divisioni di Victor e François Muller attaccarono gli austriaci a Beinette con gravi perdite da entrambe le parti. Von Melas rinunciò all'assedio di Cuneo e si ritirò. La divisione di Lemoine fu coinvolta in alcuni scontri a Mondovì tra il 27 ed il 28 ottobre. Il 31 ottobre, due luogotenenti di von Melas, con 15 000 soldati, attaccarono e sconfissero Grenier a Centallo. I francesi subirono 1 000 vittime su 7 000 uomini iniziali, gli austriaci ne persero solo 200, catturando anche quattro cannoni. Nonostante ciò, i francesi avanzarono gradualmente verso Fossano. Duhesme combatté contro le forze austriache a Pinerolo il 1º novembre e il giorno successivo i francesi conquistarono Mondovì.

## Forze in campo

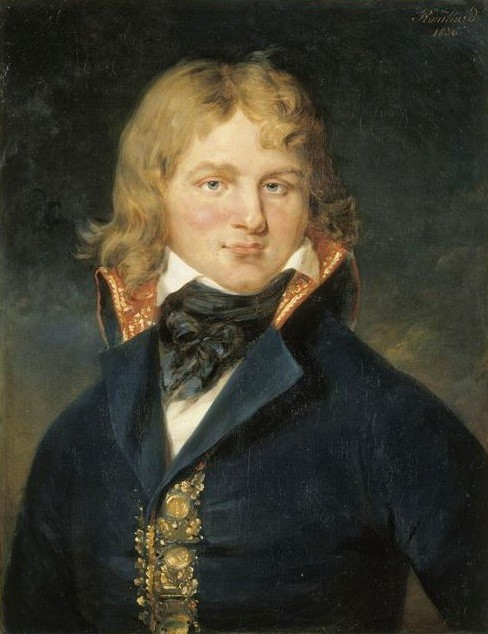
Jean Championnet

L'esercito francese d'Italia sotto Championnet e il suo capo di stato maggiore Suchet comprendeva le divisioni di fanteria di Duhesme, Grenier, Lemoine e Victor e la divisione di cavalleria di Richepanse. Poiché Grenier fungeva da comandante dell'ala sinistra, Muller guidò la sua divisione. Questa divisione era composta da 8 000 uomini e comprendeva la 3ª, 8ª e 17ª semibrigata di fanteria leggera, la 10ª, 31ª, 40ª, 47ª, 104ª e 106ª semibrigata di fanteria di linea e 600 sciabole del 10° ussari. I comandanti della fanteria erano Clément, Compans e Davin mentre Mermet guidava la cavalleria. La divisione di 8 000 uomini di Duhesme comprendeva la 7ª e 28ª leggera, la 29ª, 80ª, 87ª e 107ª semibrigata di fanteria di linea e l'11° ussari. I comandanti della brigata erano Kister, Lesuire e Malet.
La divisione di Victor contava 8 469 uomini, divisi tra il 2º battaglione del 26° leggero e le semibrigate di fanteria di linea 26°, 33°, 35°, 39°, 92°, 93°, 99° e 105°. Queste forze erano state affidate al comando di Grandjean, Laviolais e Poinsot. La divisione di Lemoine, composta da 7 289 uomini, comprendeva la 5ª semibrigata leggera e la 17ª di linea, la 34ª di linea sotto Fressinet, la 63ª linea sotto Gardanne, la 74a linea sotto Clausel e 114 ussari distaccati. La 20ª di fanteria leggera al comando di Seras non era impegnata e nemmeno la 30ª di linea. I 1 200 soldati di Richepanse provenivano dalla 1ª, 14ª e 21º Cavalleria e dal 2ª, 3ª, 9ª e 14ª cacciatori a cavallo.
Con qualche conto, si conclude che i francesi avessero a loro disposizione 33 498 soldati. Una seconda fonte afferma che gli austriaci godevano di un vantaggio numerico, dando 20 000 - 25 000 per il totale francese, escludendo apparentemente Lemoine. Altri affermano che solo 15 000 francesi erano impegnati a Genola.

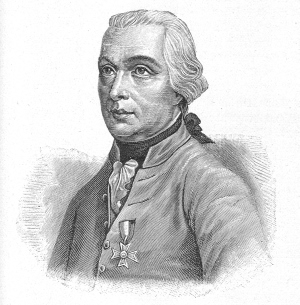
Michael von Melas

L'esercito austriaco sotto Melas e il suo capo di stato maggiore Anton von Zach era composto dalle divisioni di fanteria di Peter Karl Ott von Bátorkéz, Anton Ferdinand Mittrowsky e von Elsnitz, dalla divisione di cavalleria di Johann I Joseph, principe del Liechtenstein, dall'avanguardia di Gottesheim e dalla brigata indipendente di Sommariva. La divisione di Ott, composta da 7 632 uomini, era composta da brigate guidate da Karl Philippi von Weidenfeld e Franz Xaver Johann von Auersperg. La brigata di 3 404 uomini di Weidenfeld comprendeva i battaglioni di granatieri di Görschen, Hohenfeld, Neny, Pers, Pértussy e Weissenwolf. Auersperg guidava 4 228 soldati dei reggimenti di fanteria a piena forza dell'arciduca Carlo n. 3 e Stuart n. 18. La divisione di Mittowsky aveva solo la brigata di Lelio Spannocchi da 2 684 uomini, composta dai reggimenti di fanteria Reisky Nr. 13, Terzi n. 16 e Joseph Mittrowsky n. 40. Elsnitz comandava 8 010 uomini nelle brigate di Karl von Adorján, Antoine-François-Armand Mignot de Bussy e Friedrich Joseph Anton von Bellegarde. Adorján diresse 2 768 soldati dei reggimenti di fanteria ex-Kheul Nr. 10 e Alvinczi n. 19, Bussy guidava 1 467 uomini del reggimento di fanteria Nádasdy Nr. 39 e Bellegarde avevano 3 775 soldati dei reggimenti di fanteria Gyulai Nr. 32 e Sztaray n. 33.
Liechtenstein guidò 3 488 soldati nelle brigate di cavalleria di Nobili e Palffy von Erdöd. Nobili supervisionò 1 765  sciabole nei reggimenti di dragoni leggeri Arciduca John Nr. 3 e Karaczay n. 4 mentre Palffy diresse 1723 sciabole nei reggimenti di dragoni leggeri Württemberg Nr. 8 e Lobkowitz n. 10. L'avanguardia di Gottesheim, costituita da 4 665 uomini, includeva il reggimento dragoni leggeri Kaiser Nr. 1 e i reggimenti di fanteria ex-Huff Nr. 8 e Principe d'Orange Nr. 15, per un totale di 843 cavalieri e 3 822 fanti. La brigata di Sommariva, composta da 2 756  uomini, era formata dal reggimento ussari Arciduca Joseph Anton Nr.2, dal reggimento Dragoni Leggeri Levenehr Nr. 14, dal battaglione di fanteria leggera ex-Otto Nr. 7 e dal 1º battaglione del reggimento di fanteria Grenz Szluiner Nr. 4, per un totale di 1 726 cavalieri e 1 030 fanti. Franz Bögner guidava l'artiglieria e Joseph Radetzky von Radetz guidava i genieri per un totale complessivo di circa 1 000 artiglieri e pionieri. Complessivamente, ci sono 30 235 uomini sopra elencati. Una seconda fonte elencava 29 000 austriaci. Una terza fonte attribuiva agli austriaci 34 000 soldati di cui 6 000 cavalieri. Questo totale contava sei battaglioni non elencati sopra, che erano sotto Christoph von Lattermann.

## La battaglia

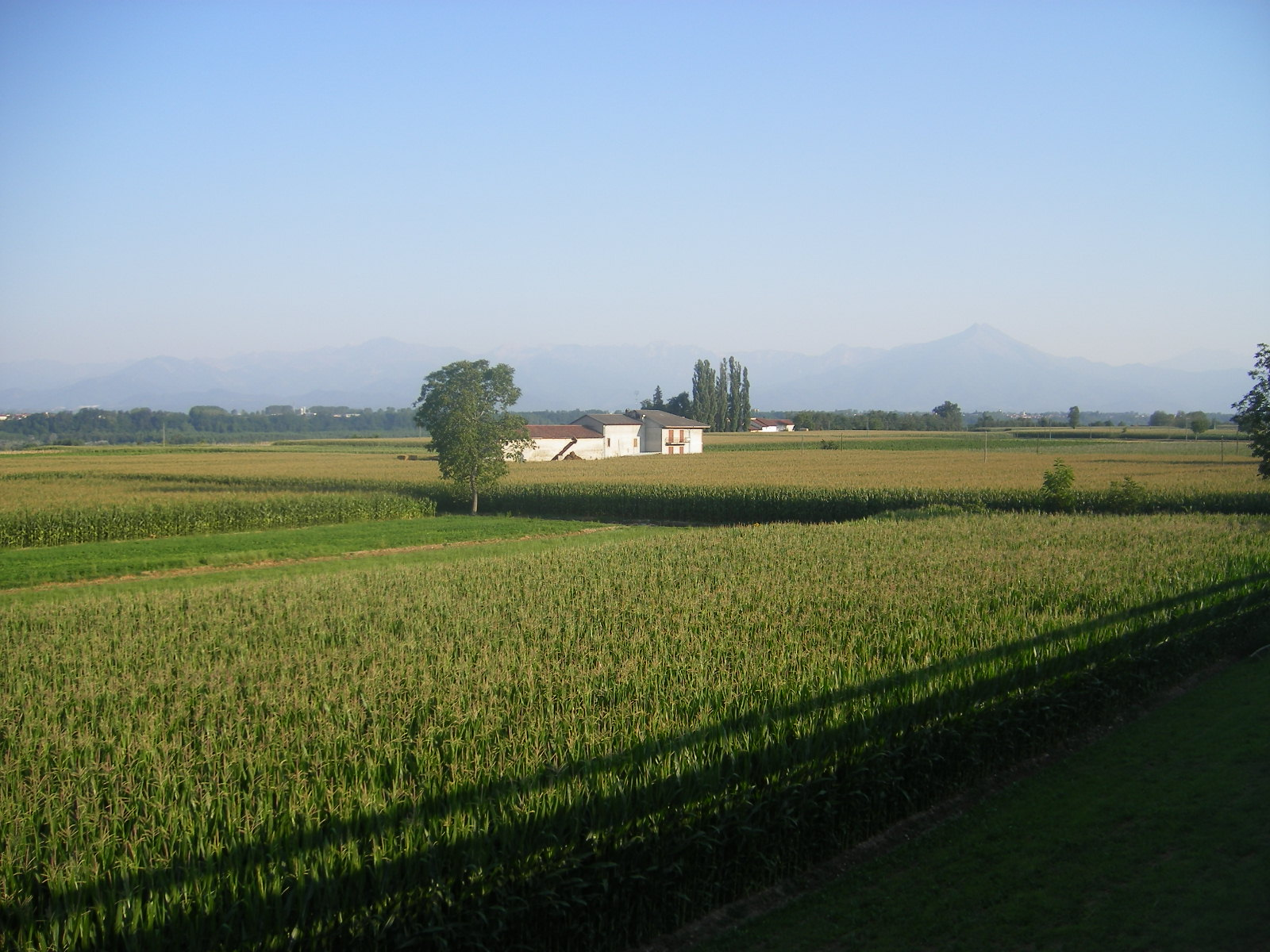
Campagna vicino Murazzo

Il 3 novembre Duhesme si impadronì di Saluzzo, Victor attraversò la Stura per prendere Morozzo ed occupò Carrù. Championnet decise di lanciare un'offensiva contro il suo avversario il giorno successivo. Lemoine, a destra di Carrù e a nord di Mondovì, fu incaricato di operare sul fianco sinistro austriaco mentre Victor, sul lato destro del centro, si mosse contro Fossano. Grenier, sul lato sinistro del centro, doveva attaccare ad est verso Marene, passando per Savigliano. A Duhesme fu ordinato di marciare da Pinerolo a Saluzzo per aggirare il fianco destro austriaco.
Championnet credeva che il suo avversario stesse per ritirarsi, quando in realtà von Melas aveva concentrato le proprie forze ed era pronto a dare battaglia. Per proteggere la linea di rifornimento da Torino, von Melas ordinò a von Kaim di spostare le truppe di Lattermann a Racconigi. Il comandante austriaco ordinò a Ott con l'ala sinistra di marciare da Marene per impadronirsi di Savigliano. La stessa istruzione fu data anche a Mittrowsky. A sinistra von Elsnitz era indirizzato ad attaccare da Fossano verso Genola. Aiutato dalla guarnigione di Fossano, Gottesheim avrebbe dovuto dirigersi verso Murazzo e Maddalena.

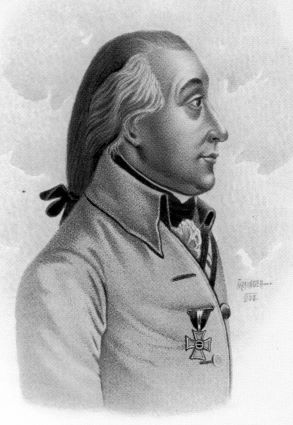
Peter Karl Ott

Entrambi gli eserciti erano in movimento nelle prime ore della giornata. Il primo contatto avvenne quando le divisioni Ott e Grenier si scontrarono violentemente nei pressi di Marene. La cavalleria austriaca intervenne e respinse indietro i francesi, ma l'esisto della battaglia era ancora indeciso. Le truppe di Mittrowsky arrivarono inaspettatamente, rompendo l'equilibrio dello scontro e scacciando i francesi da Savigliano. Sull'altro fianco, Victor attaccò Fossano mentre von Elsnitz fu respinto tre volte da Genola. Richepanse lanciò con successo una serie di cariche di cavalleria a sostegno di Victor. In questo frangente, il generale Adorjàn cadde in battaglia. Mittrowsky si spostò da Savigliano a Genola e aiutò a scacciare gli uomini di Victor dalla città. Ott inseguì la divisione di Grenier, iniziando a circondare l'esercito francese e a spingerlo verso Vottignasco. Championnet autorizzò Victor a ritirarsi a Centallo. L'ala destra di Victor riuscì a resistere agli attacchi di Gottesheim a Murazzo, ma la sua ala sinistra fu costretta ad indietreggiare verso Ronchi, a nord di Cuneo.
Nel frattempo Duhesme marciò da Saluzzo con 3 000 soldati e arrivò a Savigliano nel tardo pomeriggio. Von Melas incaricò le brigate di Sommariva e Lattermann di fronteggiare la minaccia. Sfavorito dalla superiorità numerica nemica, Duhesme si ritirò, tornando verso Saluzzo. Quello stesso giorno Lemoine avanzò verso Bene Vagienna, ad est di Fossano, venendo ignorato dal comandante austriaco, che invece focalizzò la sua attenzione su Grenier e Victor. Il 5 novembre von Melas inviò Ott verso Ronchi, dove catturò 600 soldati francesi. A Murazzo, Elsnitz e Gottesheim spinsero la retroguardia di Victor contro lo Stura, costringendo 1 500 uomini ad arrendersi e altri ad annegare nel tentativo di attraversare a nuoto il fiume. Grenier abbandonò Forte Demonte e si ritirò verso il Colle di Tenda. Gli austriaci inseguirono i francesi, facendo altri 1 500 prigionieri. Championnet radunò gli uomini di Lemoine e i sopravvissuti di Victor a Mondovì, sperando di interferire con qualsiasi tentativo di assediare Cuneo. Inseguito da Lattermann, Duhesme si ritirò a nord-ovest, a Oulx e Susa.

## Bilancio e conseguenze

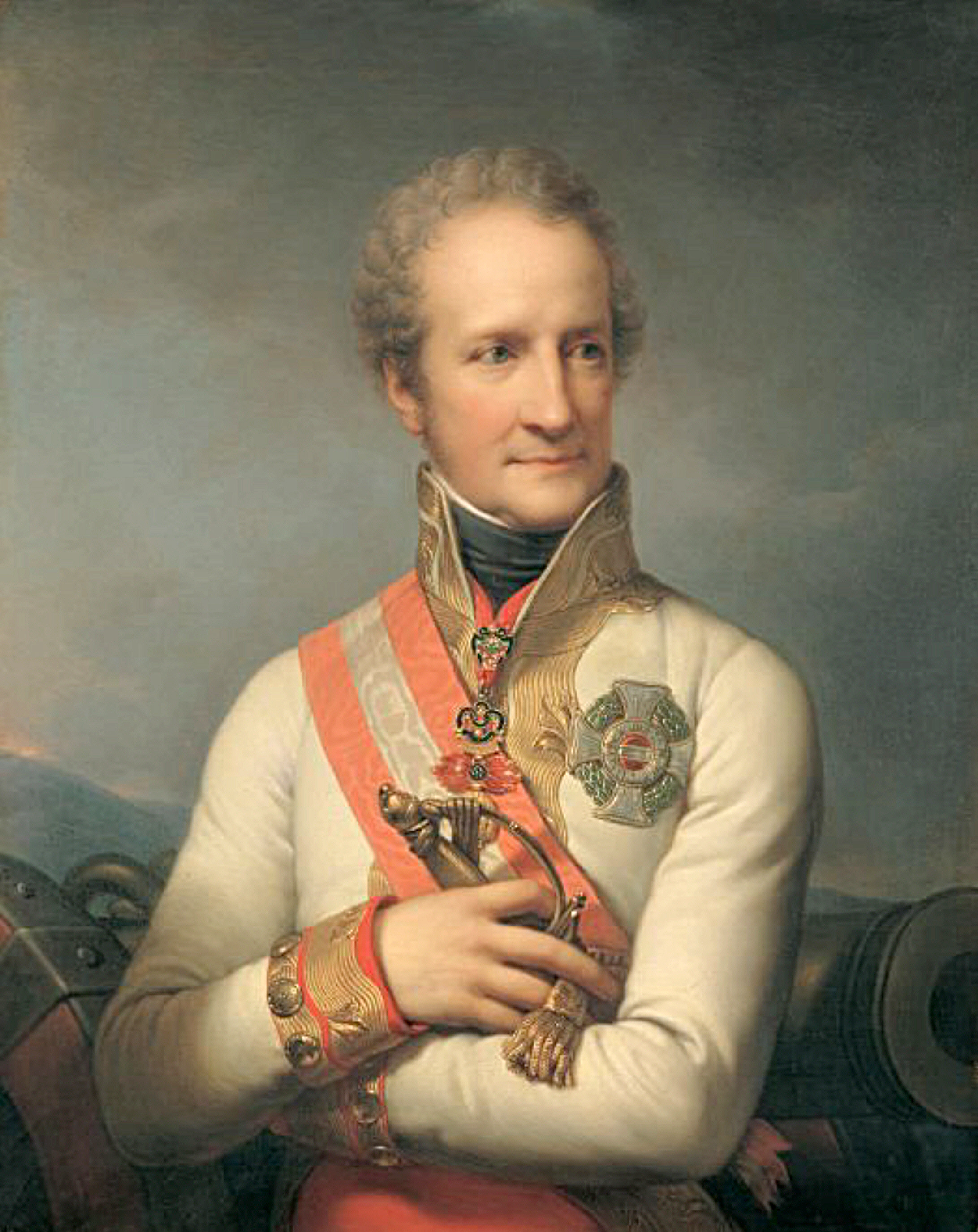
Principe del Liechtenstein

Le perdite francesi ammontarono a 3 400 morti e 4 200 feriti, oltre a 5 cannoni catturati dal nemico. Per gli austriaci, i morti erano 2 150 ed i feriti 250.
Desideroso di prendere Cuneo, von Melas continuò a pressare le forze francesi, costringendole a ritirarsi progressivamente verso le Alpi: il 10 novembre Ott cacciò Richepanse da Borgo San Dalmazzo; il 13 le divisioni di Liechtenstein e Mittrowski attaccarono i francesi a Mondovì, costringendoli a rifugiarsi in Liguria, ed il 15 le forze di Richepanse furono nuovamente costrette alla ritirata, abbandonando Limone Piemonte in favor del Col di Tenda. Liberata il Piemonte dai francesi, von Melas iniziò l'assedio di Cuneo: la città fu isolata, privata dell'acqua e sottoposta ad un bombardamento. Il 3 dicembre la guarnigione francese si arrese.

L'Armata d'Italia, costretta in Liguria, dovette affrontare gravi problemi di natura logistica: la costiera ligure era già stata abbondantemente sfruttata per rifornire gli eserciti francesi e non era più capace di sostenerli. Pertanto, le razioni dovevano essere spedite dalla Francia via mare e, frequentemente, venivano intercettate dagli inglesi. A peggiorare la situazione, le paghe dei soldati tardavano ad arrivare da mesi, le loro uniformi e le loro scarpe erano del tutto logore.

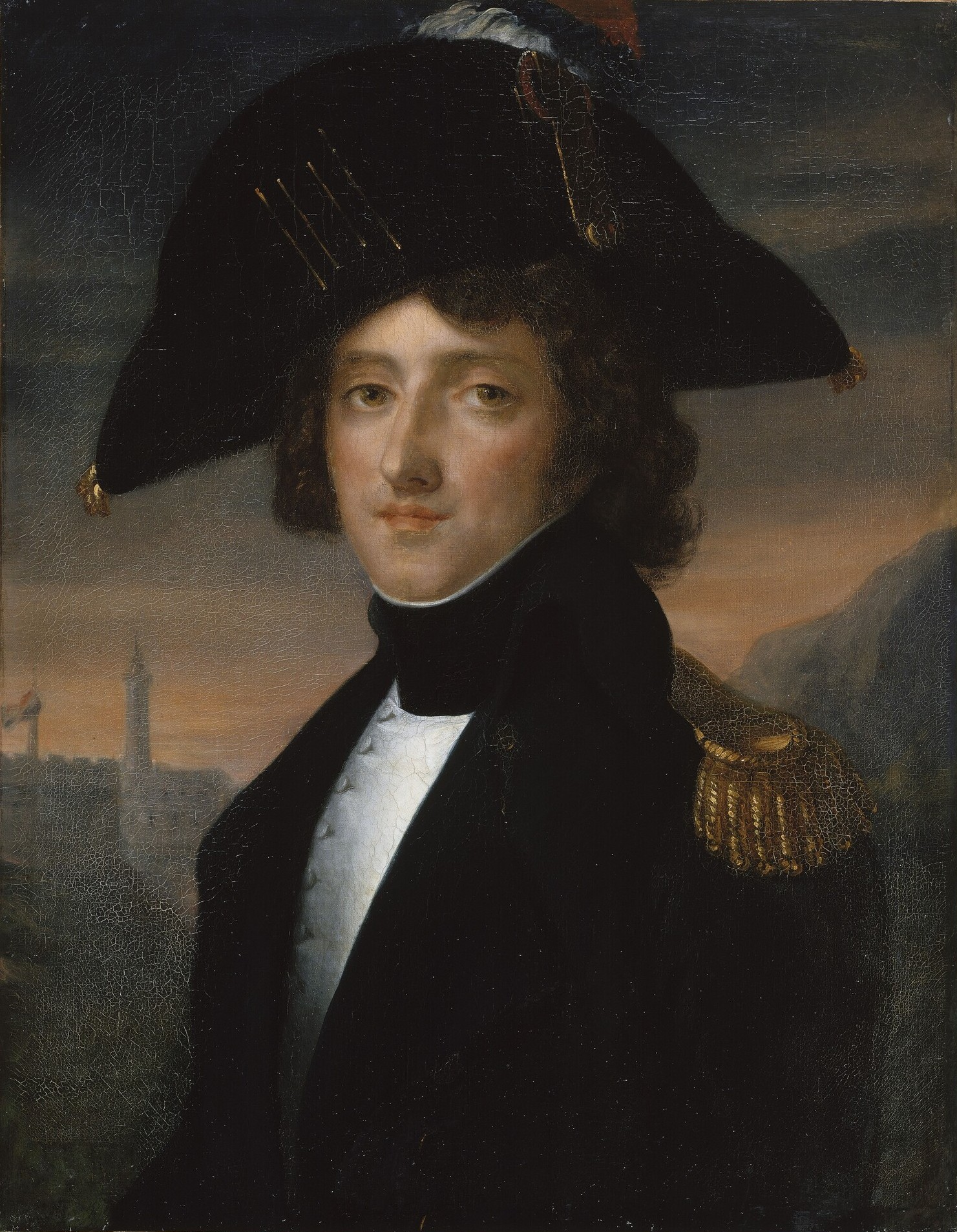
Louis-Gabriel Suchet

Championnet e Suchet furono costretti a placare un ammutinamento di 3 000 uomini, che avevano ricevuto razioni solo per sei giorni in un mese. Anche la guarnigione di Genova si ammutinò, annunciando che sarebbe ritornata in patria. Fu l'intervento di Saint-Cyr a dissuaderli, ricordando loro che la Francia era lontana e che probabilmente sarebbero morti d'inedia durante il viaggio. Fortunatamente, una nave carica di provviste giunse nel porto di Genova pochi giorni dopo. Un avvenimento simile si verificò sul passo della Bocchetta, dove la divisione di Watrin abbandonò la posizione, lasciando solo ufficiali e sottoufficiali sul posto. Solo la notizia della permanenza dei loro compagni a Genova li convinse a ritornare a guardia del passo, prima che gli austriaci potessero prenderlo.
Il 31 dicembre 1799, Championnet ricevette la notizia che il governo aveva accettato le sue dimissioni e aveva nominato Massena alla guida dell'Armata d'Italia. Non ebbe tempo di vedere arrivare il suo successore: il giorno seguente si ammalò. Rimase in buone condizioni per una settimana, pure garantendo a Suchet il permesso di una licenza, poi si aggravò e spirò il 9 gennaio del 1800. Championnet era in condizioni economiche così drammatiche che furono i suoi ufficiali a pagare il suo funerale. Il generale francese era stato vittima del tifo, malattia che si diffuse a tal punto tra i repubblicani che smaltire i cadaveri divenne un serio problema. L'epidemia raggiunse il picco a gennaio ed iniziò ad estinguersi solo verso marzo.